# Lucio Spadaro
Lucio Spadaro (ur. 25 lutego 1991 w Neapolu) – włoski pływak, mistrz Europy (basen 25 m).
Specjalizuje się w pływaniu stylem dowolnym. Największym jego sukcesem jest złoty medal w mistrzostwach Europy na basenie 25-metrowym w Eindhoven w 2010 roku w sztafecie 4 x 50 m kraulem.